# Застава М76
Застава М76 је полуаутоматска снајперска пушка домаће производње у калибру 7,92 x 57 mm Маузер.
Пушка је осмишљена као водни снајпер, или у западној војној номенклатури као енгл. designated marksman rifle. Намењена је за уништавање појединачних, важних, добро маскираних живих циљева на већим даљинама.
Концепт потиче из совјетске војне доктрине, у којој се ова врста оружја разликује од правих снајперских пушака високе прецизности. Званично је уведена у наоружање ЈНА 1976. године, али је масовније почела да пристиже у јединице тек почетком осамдесетих година прошлог века.
Функционише на принципу позајмице барутних гасова. Пушку је конструисала група инжењера предузећа Заводи Црвена застава, данас Застава оружје из Крагујевца под руководством Божидара Благојевића, где се ова пушка и данас производи. Још увек се налази у наоружању јединица Војске Србије.
Настала је на основу предлошка пушке Застава М70 продужене и теже цеви око метка 7,92 x 57 mm, са оптичким нишаном Зрак M-76 4x 5°10’ (4 х 24) - директном копијом совјетског ПСО-1 са пушке СВД и измењеним раздвајачем паљбе који омогућава само јединачну паљбу. Дужа цев и метак са већим барутним пуњењем омогућавају знатно већи ефикасни домет у поређењу са М70, а зрно 7,92 поседује знатно повољнија балистичка својства на путањи и услед веће масе и брзине има много већи учинак на циљу.

## Опис и особине
Прецизност пушке је 1,5 МОА, (угаоног минута). Поједини извори наводе да је израђивана у два квалитета - нешто бољем за полицијске и нешто лошијем за војне потребе, али то никада није званично потврђено. Пушка је осмишљена као фронтовски снајпер, са циљем прецизне ватрене подршке пешадијској јединици.
Намењена је за дејства против кључних непријатељских живих циљева - официра, митраљезаца, посада минобацача и слично - у одбрани или нападу, на даљинама до 1000 m. Просечан стрелац оптималне резултате постиже на даљинама до 800 m. Полуатоматско дејство омогућава снајперу да брзо преноси ватру са једног циља на други, како по правцу, тако и по дубини. Практична брзина гађања износи око тридесет метака у минути.
Пушка М76 поседује могућност регулације протока барутних гасова у зависности од температурних услова.
У борбени комплет спада још и пет оквира од по десет метака, торбица, прибор за чишћење и подмазивање са троделном шипком и нож у стилу Заставе М70, који у комбинацији са ножницом чини маказе за сечење жице.
Пушка је робусне конструкције и квалитетне израде. Опремљена је равним кундаком и дрвеним ергономским рукохватом, тако да одлично лежи у рамену. Одликује је благи трзај и добра балансираност.
За разлику од осталих оружја из ове породице (М70Б1, М70АБ1, М72), тело јој није израђено пресовањем, већ машинском обрадом. Није склона застојима и кваровима и одлично се показала у ратним условима у сукобима на територији бивше СФРЈ.

## Нишани
Поред тангенцијалног механичког нишана са поделом у стотинама метара од 1 до 10, стандардно је опремљена оптичким нишаном „Зрак Сарајево“ M-76 4x 5°10’(4 x 24), који се монтира помоћу шине са леве стране оружја. Познате су и друге верзије оптике као 6 x 32 и 8 x 42, али је ова најчешћа.
Пушка може бити опремљена пасивним ноћним нишаном друге или треће генерације.
Поред оригиналног, носач омогућава монтажу великог броја комерцијалних оптичких нишана, што је био чест случај у ратовима деведесетих. Подразумева се да је у том случају неопходно извршити упуцавање нишана, јер ће се у супротном појавити одступања.

## Разбијач пуцња
Један од техничко-тактичких захтева приликом пројектовања пушке М-76 био је могућност дејства са разбијачем пуцња. У том циљу је на скривачу пламена, непосредно при носачу предњег нишана, изведен трапезасти навој Tr 22x3 - леви, који служи за монтажу разбијача пуцња на пушку. Носач предњег нишана и скривач пламена чине једну целину.
За пушку М-76 развијено је више разбијача пуцња различитих произвођача, а најбоље резултате је показао разбијач пуцња предузећа „Телеоптик Жироскопи“ из Земуна.
"Телеоптикова“ конструкција је заснована на разбијачу пуцња за аутоматску пушку 7,62 М-70, тако да је већина делова остала иста. Монтира се веома лако и брзо помоћу навоја смештеног на скривачу пламена. Са стандардном муницијом даје ниво пригушења од -10dB, а са подзвучном -20dB. Једноставне је конструкције која омогућава потпуно расклапање. Ово га чини једноставним за чишћење и одржавање, продужава му радни век и елиминише потребу за упаривањем пушке и разбијача пуцња.

## Муниција
Пушка је конструисана око метка 7,92 x 57, који је бивша ЈНА усвојила на основу немачког тешког „двогубог“ шиљастог зрна, чија је ознака у немачкој номенклатури била 7,92 x 57 SS. Зрно се назива „двогубим“ јер је његов задњи крај изведен у облику зарубљене купе, што му даје знатно мањи отпор ваздуха. Овај метак носи ознаку 7,9 mm М-49.
Иако се сматра застарелим, јер је развијено према тактичким захтевима с почетка 20. века, зрно калибра 7,92 mm и дан данас представља поуздан снајперски метак, јер има мањи пад брзине са дометом, а на путањи је веома стабилно и мање подложно утицајима ветра и падавина. У поређењу са савременом снајперском муницијом 7,62 x 51 NATO и 7,62 x 54 R, метак 7,92 x 57 има нешто већу масу и нижу почетну брзину, па су на даљинама до 400 m његова балистичка својства нешто лошија, од 400 - 600 m приближно иста, док преко 600 m долазе до пуног изражаја предности тежег зрна.
На основу метка 7,9 mm М-49 у ужичком „Првом партизану“ је развијен снајперски метак М-75, који у односу на М-49 има знатно већу прецизност. Даљим развојем метка М-75 конструисана је и подзвучна верзија, са циљем елиминације балистичког пуцња зрна на путањи. У односу на стандардни метак, подзвучна верзија има нешто већу масу зрна - 15,6 g. и мању почетну брзину од 290m/s.
| Снајперска муниција 7,92 Први партизан, врсте и карактеристике: |                        |                   |                     |                      |
|                                                                 | Почетна брзина 730 m/s | Маса зрна 12,85 g | Дужина зрна 34 mm   | Пречник зрна 8,22 mm |
|                                                                 | Почетна брзина 290 m/s | Маса зрна 15,6 g  | Дужина зрна 39,5 mm | Пречник зрна 8,17 mm |

## Честе заблуде
За Заставу М76 везане су многе заблуде, посебно на западу. Ово оружје је било у веома широкој употреби на свим странама у ратовима у бившој СФРЈ. Користили су га сви могући профили бораца, од активних официра, војника на одслужењу војног рока, територијалаца, цивила без икакве војне обуке, па до страних плаћеника, који су преносили своја искуства и запажања која нису увек била основана. Са њом су у додир долазили и страни посматрачи и припадници разних мисија. Све је ово имало за последицу да услед недостатка званичних, за М76 буде везано обиље нетачних података.
На западу влада уверење да је М76 у ствари Заставина верзија СВД Драгунова. То није тачно. Застава је поседовала лиценцу за производњу пушака СВД, али се врх ЈНА ипак определио за конструисање потпуно нове пушке око метка 7,92 x 57, који је био основни калибар ЈНА све до средине седамдесетих. Ово постаје очигледно када се оружје расклопи, јер је конструкција затварача и гасног клипа потпуно другачија него код СВД.
У западној литератури се могу наћи подаци да М76 постоји и у калибру 7,62x51 NATO и 7,62x54Р. Ни ово није тачно. У калибру 7,62x54Р је рађен каснији модел М91, развијен на основу совјетске СВД Драгунов, док у калибру 7,62x51 NATO у том периоду није рађена ниједна прецизна пушка.
Тврди се да је ово оружје изузетно прецизно, на нивоу врхунских такмичарских пушака. Такође нетачно. Прецизност ове пушке је око 1,5 степена угла. Ово је далеко од врхунских резултата, али сасвим довољно када се узме у обзир да је просечна даљина гађања на бојишту око 400 m, а у условима урбаних сукоба и много мање.
Са друге стране, Застави М76 се често приписује непрецизност. Под условом да није у питању људски фактор и да је оружје у исправном стању, наводна непрецизност може имати два узрока:
- Први је последица коришћења неадекватне муниције (обично митраљеске) која има велико расипање. Када се користи одговарајућа снајперска муниција при нормалним временским условима, постижу се веома добри резултати.

- Други је употреба неодговарајуће оптике. У ратним условима су често коришћени оптички нишани са других пушака, који нису претходно упуцани, као и оптика са ловачких пушака. Оптика упуцана на једној пушци не може се користити на другој без поновног упуцавања.

М-76 је критикована и као оружје склоно прегревању. Ово је условно тачно, али важи за све прецизне пушке, код којих је једно од првих правила чување од прегревања. Снајперске пушке, па тако ни М76 нису намењене за брзу паљбу.